# Diasomoides schenki
Diasomoides schenki es una especie de coleóptero de la familia Lucanidae.

## Distribución geográfica
Habita en Kerala (India).